# Međunarodni standardni knjižni broj
Međunarodni standardni knjižni broj (MSKB) ili ISBN (International Standard Book Number) jedinstveni je identifikator knjiga i drugih omeđenih publikacija bez obzira na medij na kojem se objavljuju. Njegova primjena počinje 1966. godine, kada se počeo upotrebljavati u Velikoj Britaniji kao SBN (Standard Book Number = standardni knjižni broj), a obuhvaćao je samo izdavače s engleskog govornog područja. Sedamdesetih godina prošlog stoljeća SBN postaje međunarodno prihvaćen i preimenovan je u ISBN. 1972. godine osnovan je Međunarodni ured za ISBN sa sjedištem u Berlinu koji koordinira rad nacionalnih ureda za ISBN i prati primjenu sustava. Hrvatski ured za ISBN djeluje pri Nacionalnoj i sveučilišnoj knjižnici u Zagrebu.
Broj je koji određuje publikaciju. Obično ga dodjeljuje ISBN ured u pojedinoj zemlji, u Hrvatskoj se on nalazi u sklopu Nacionalne i sveučilišne knjižnice. ISBN se dodjeljuje knjigama, ali ne samo knjigama, nego i brošurama, publikacijama na različitim medijima, didaktičkim kompletima, računalnim programima, zemljovidima namijenjenim tržištu i sl. Postupak dodijeljivanja je formalan i ne uvjetuje kakvoću sadržaja. Izostanak ISBN znači da se radi o vrlo staroj publikaciji izdanoj prije 1960. g., a ako se radi o novijoj onda je posrijedi manjkavost izdavača koja upućuje i na vjerojatnu slabiju vjerodostojnost publikacije.

## Struktura ISBN-a
Oznaka međunarodnog standardnog knjižnog broja sastoji se od akronima engleskog naziva ISBN i trinaest znamenaka raspoređenih u pet skupina koje su međusobno odvojene crticom.
Prvu skupinu čini troznamenkasti prefiks, druga je oznaka nacionalne, zemljopisne ili jezične grupe, treća je oznaka nakladnika, četvrta označava naslov, a peta je kontrolni broj. Hrvatskim nakladnicima dodijeljena je oznaka 953.“Broj znamenaka u trećoj i četvrtoj skupini ovisi o nakladničkom planu, odnosno broju naslova koje nakladnik namjerava objaviti.”
Do 1. siječnja 2007. godine ISBN oznaka sastojala se od deset znamenaka raspoređenih u četiri skupine međusobno odvojenih razmakom ili crticom. Od 1. siječnja 2007. oznaka međunarodnog standardnog knjižnog broja promijenila se iz deseteroznamenkaste u trinaesteroznamenkastu tako da je deseteroznamenkasta oznaka dobila troznamenkasti prefiks 978 i novi kontrolni broj. Na taj način međunarodni standardni knjižnji broj u potpunosti je usklađen s crtičnim kodom EAN-13 (European Article Numbering - europsko označavanje proizvoda brojevima). Nakladnici koji su se uključili u sustav ISBN prije 1. siječnja 2007. ne smiju koristiti deseteroznamenkaste ISBN oznake koje su im dodijeljene prije tog datuma, već ih moraju preračunati u trinaesteroznamenkaste ISBN oznake uz pomoć konvertera,

## Uključujenje u sustav ISBN
Svaki nakladnik koji se želi uključiti u ISBN sustav treba najprije ispuniti upitnik, koji se preuzima u nacionalnom uredu za ISBN, i priložiti nakladnički plan. Na temelju toga nakladnik zauzima odgovarajuće mjesto u ISBN sustavu.“ Uključenjem u sustav ISBN podaci o nakladniku objavljuju se u međunarodnom imeniku nakladnika Publishers' International ISBN Directory, koji jednom godišnje izdaje Međunarodni ured za ISBN.”

## Svrha
Uvođenje međunarodnog standardnog knjižnog broja rezultat je porasta izdavačke produkcije u cijelome svijetu ali i potrebe da svi oblici poslovanja s knjigom (uvoz-izvoz, obrada narudžbi, evidencija  prednarudžbi, marketing, bibliografski opis, svi oblici međunarodne razmjene knjiga, inventura, službe skladištenja itd.) budu ažurirani i strojno čitljivi, tj. pogodni za automatsku obradu podataka.

## ISBN u Hrvatskoj
U SRH se Zakonom o izdavačkoj djelatnosti iz 1983. govori o navođenju međunarodnoga standardnoga broja knjige.

## Vanjske poveznice
- Hrvatski ured za ISBN pri Nacionalnoj i sveučilišnoj knjižnici u Zagrebu  Arhivirana inačica izvorne stranice od 14. ožujka 2012. (Wayback Machine) (5. veljače 2013.)

## Poveznice
- Informacijske znanosti
- Knjižničarstvo
- Knjiga
- Nakladnik